# The Black Hand (film 1912)
The Black Hand è un cortometraggio muto del 1912. Il nome del regista non viene riportato.
Il titolo (in italiano La mano nera) è stato utilizzato varie volte dal cinema: nel 1906 era uscito un The Black Hand diretto da Wallace McCutcheon. Nel, il 1913, uscirà poi un The Black Hand della Kalem interpretato da Ruth Roland. I film hanno in comune solo il titolo, trattando soggetti diversi.

## Produzione
Il film fu prodotto dalla Eclair American

## Distribuzione
Distribuito dall'Universal Film Manufacturing Company, il film - un cortometraggio di 150 metri - uscì nelle sale cinematografiche USA il 21 novembre 1912. Nelle proiezioni, veniva programmato con il sistema dello split reel, accorpato in un'unica bobina con un altro cortometraggio prodotto dall'Eclair American, la commedia Mother's Bankroll.